# Veľká Čalomija
Veľká Čalomija (maďarsky Nagycsalomja) je obec na Slovensku v okrese Veľký Krtíš. Obec se nachází v Ipeľské kotlině, součásti většího celku Jihoslovenská kotlina, na pravém břehu řeky Ipeľ, která zde tvoří státní hranici s Maďarskem.

## Historie
Oblast byla osídlena již ve starší době kamenné. Bylo zde sídliště lengyelské kultury, později sídliště hatvanské kultury, dále byly nalezeny artefakty z doby halštatské a římské a sídliště z doby velkomoravské. První písemná zmínka o obci pochází z roku 1244. Do konce 1. světové války byla obec součástí Uherska. V důsledku první vídeňské arbitráže byla v letech 1938 až 1944 součástí Maďarska. Při sčítání lidu v roce 2011 žilo v obci 603 lidí, z toho 373 Maďarů, 213 Slováků a tři Češi; jeden obyvatel uvedl jinou etnicitu a 13 obyvatel etnicitu neuvedlo.

## Památky
- Zřícenina kostela Všech svatých, který byl postaven jako románský kostel v první polovině 13. století a pravděpodobně poškozený během mongolské invaze v letech 1241-42. Koncem 14. století byla sakrální stavba goticky upravena s rozšířením a prodloužením lodi. V neklidné době tureckých válek a povstání v 16. a 17. století kostel opět chátral a obnoven byl až v roce 1730. Kvůli zanedbané údržbě se v březnu 1868 zřítila část střechy a kostel od té doby chátral. V letech 2012 až 2014 byly zrekonstruovány zbývající části.[3]

- Kaple Panny Marie, z roku 1845
- Římskokatolický kostel Panny Marie, z roku 1911
- Evangelický kostel z roku 1934

## Významné osobnosti
- Imrich Gášpár – novinář, básník, redaktor
- Fridrich Fayl – hudební skladatel a pedagog